# Martinskirche Meckfeld

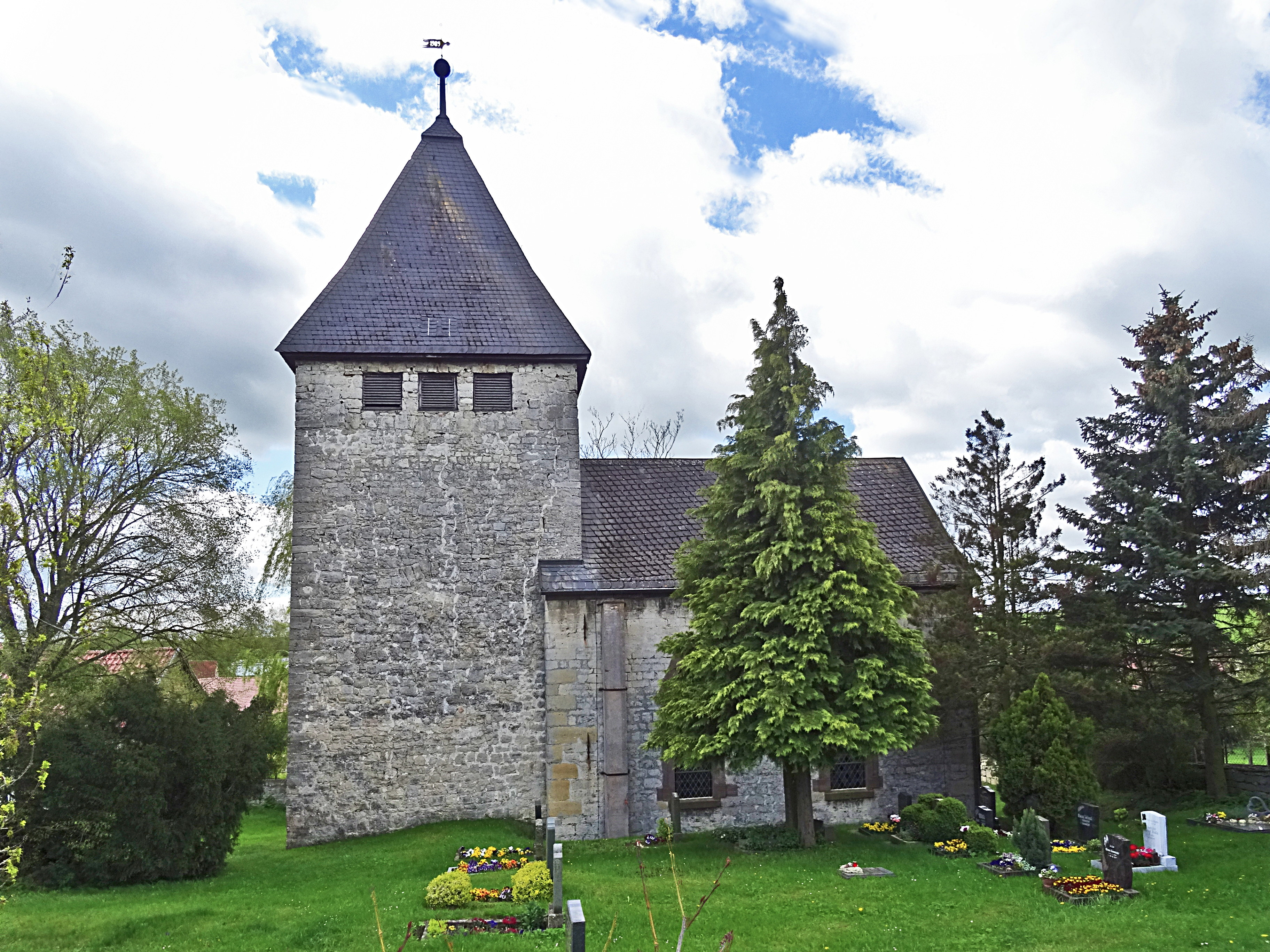
Die Kirche

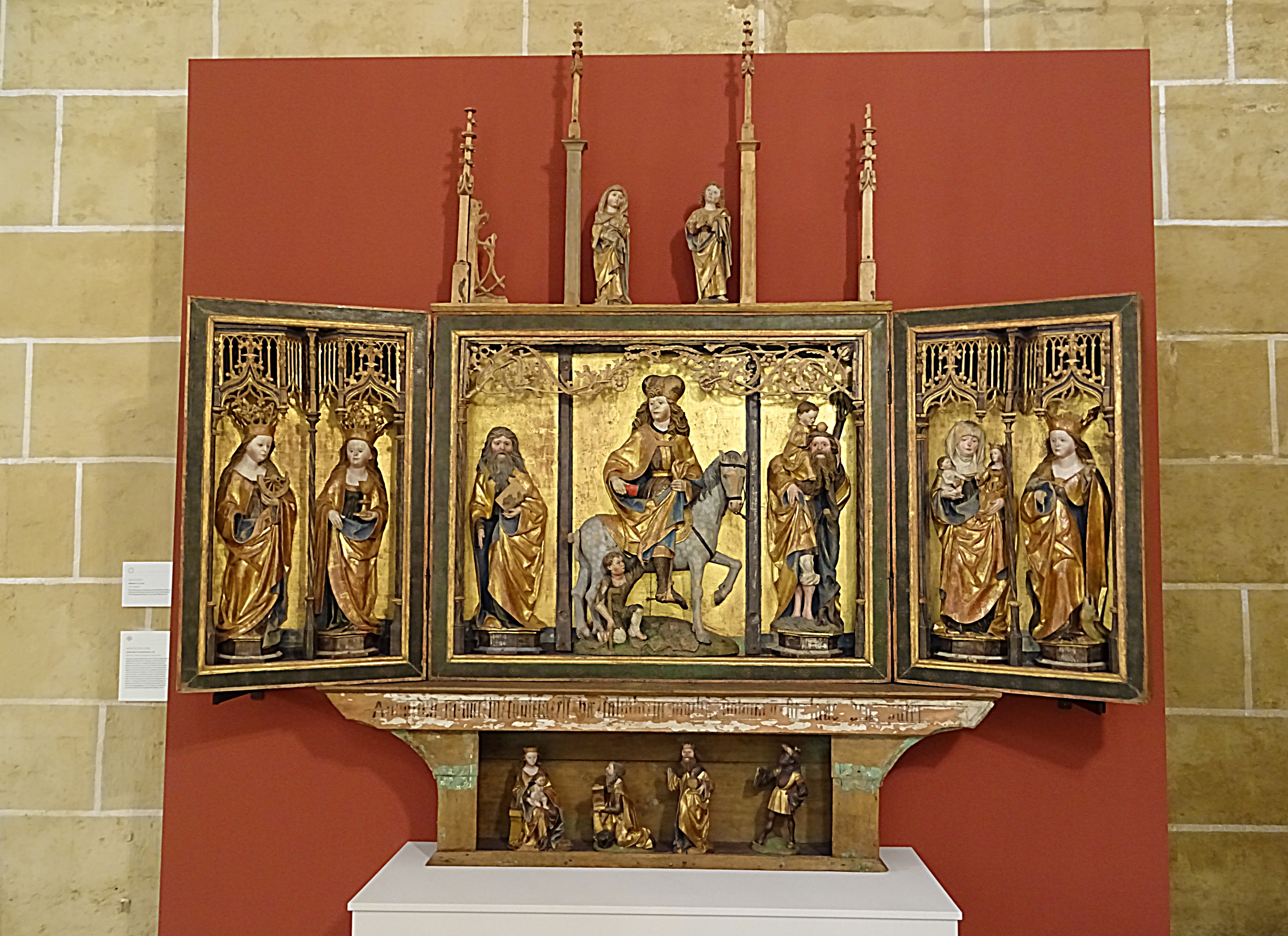
Der berühmte Meckfelder Altar

Die evangelische Martinskirche Meckfeld im Ortsteil Meckfeld der Stadt Blankenhain im Landkreis Weimarer Land in Thüringen befindet sich mit umfriedetem Gottesacker am Nordrand des Rundlingdorfes in einem seichten Tal.

## Geschichte
Das ursprünglich gotische Gotteshaus wurde Ende des 19. Jahrhunderts neugotisch umgebaut.
Der Turm ist viereckig mit Spitzhaube und viereckigen Schallöffnungen an allen Seiten. Das Kirchenschiff besitzt ein Satteldach und eine Eingangstür mit Spitzbogen.

## Ausstattung
Ein einst neben dem Martinsaltar befindlicher gotischer Schrein aus dem Jahr 1502 vom so genannten Meckfelder Meister der Saalfelder Schule ist im Besitz der Klassik Stiftung Weimar und zurzeit in der Marienkirche (Mühlhausen) ausgestellt. Zur Ausstattung zählen neben dem Gestühl doppelte Emporen und eine Holztreppe zur Kanzel.